# Volrath Vogt
Henrik Ludvig Volrath Vogt (14. februar 1817, Rerslev på Sjælland – 19. juli 1889, Kristiania) var en norsk lærer og forfatter af slægten Vogt.
Vogt kom til Norge i 1820, blev cand.theol. i 1838 og det følgende år knyttet til Kristiania Katedralskole (fra 1852 som overlærer). Han foretog flere længere rejser; således besøgte han i 1863 Ægypten, Syrien og Palæstina, som han beskrev først i en rejseskildring, senere i et udførligt værk, der udkom i to udgaver (1879 og 1889).
Han har udgivet en række populære eksegetiske arbejder over evangelierne, en lærebog i kirkehistorie, der har oplevet 12 oplag, og forskellige lærebøger i bibelhistorie, af hvilke den mindste udgave foreligger i over 2 1/2 millioner eksemplarer på norsk, desuden i amerikanske optryk, i oversættelser på kvænsk, lappisk, svensk og engelsk.